# Ted Nash
Pour les articles homonymes, voir Nash.
Ted Nash, né le 29 octobre 1932 à Melrose (Massachusetts) et mort le 3 juillet 2021 à Medford (New Jersey),  est un rameur d'aviron américain.

## Palmarès

### Jeux olympiques
- Rome 1960
  -  Médaille d'or en quatre sans barreur
- Tokyo 1964
  -  Médaille de bronze en quatre sans barreur[2].